# Сражение при Пюхяйоки
Сражение при Пюхяйоки — первое значительное сражение русско-шведской войны 1808—1809 годов, состоялось 4 (16) апреля 1808.
В конце марта 1808 года Тучков соединился с Раевским в Гамлекарлебю; их соединённый отряд насчитывал под ружьём 4600 человек. Морозы и выпавший глубокий снег удержали его на несколько дней на месте.
13 апреля Тучков начал наступление береговой дорогой. Командовавший авангардом отряда Кульнев двинулся на Калайоки; правее, из Куопио на Франциллу, шёл Булатов с 1500 человек, преследуя отступавшую перед ним Саволакскую бригаду Кронстедта. Граф Клингспор отступал медленнее, но его отряд становился всё сильнее, так как присоединял к себе разрозненные мелкие гарнизоны шведов. Также Клингспор намеревался присоединить к себе и Саволакскую бригаду.
Пехота русского авангарда под командованием Кульнева, состоявшая из трёх батальонов и шести орудий, шла столбовой дорогой, а два эскадрона гусар и 200 казаков, составлявшие левое крыло, тянулись по льду Ботнического залива вдоль берега. По пути своего движения Кульнев опрокидывал шведские передовые посты. Продвигаясь таким образом вперёд, 16 апреля Кульнев выступил на север к Пихайоки и на пути настиг шведский арьергард под командованием графа Лёвенгельма.
Ружейный огонь пехоты начался в лесу, сквозь который пролегала большая дорога. Шведы послали Нюландских драгун по льду, в обход левого крыла русских. Съехав с берега драгуны оказались против русской конницы и двинулись на небольшое число казаков, несущих передовые дозоры. Казаки стали отъезжать, заманивая шведскую конницу, расстроенную уже от одного движения по льду, где она не могла держать строй. Гусары и казаки атаковали шведов, смяли их и преследовали по гладкой и пустынной поверхности залива. Много драгунов было убито, взято в плен до 70 человек, в том числе и начальник штаба армии, граф Лёвенгельм, который командовал шведскими войсками в этом сражении.
Видя неудачу своей конницы, шведская пехота, державшаяся на дороге, отступила, потому что русские гусары и казаки угрожали обходом её правого фланга.
Преследование продолжалось до Пюхяйоки.